# Ахштирська печера
Ахшти́рська печера, Велика Казачобродська — печера, екзотичне місце, унікальний, всесвітньо відомий пам'ятник палеоліту, розташована в правій частині Ахштирської ущелини над річкою Мзимта в Адлерському районі міста Сочі, (Краснодарський край, Росія). Відкрита для науки 28 (15) вересня 1903 французьким ученим Едуардом Альфредом Мартелем і його провідником Гавриїлом Ревінко, жителем Козачого Броду.

## Загальна характеристика
Печера була відкрита французьким вченним Едуардом Мартелем на початку XX століття. У 1936 році М. З. Панічкіна, що працювала в складі експедиції археологів, керованої Сергієм Миколайовичем Замятніним, виявила в печері оброблені кремені й кістки тварин. У 1937—1938 рр. Почалось детальне вивчення печери й при вході в неї С. М. Замятнін, розкопавши товщу відкладень глини, щебеню, знайшов безліч кісток тварин і крем'яних знарядь праці. Товщина цього так званого «культурного шару» сягала 5 метрів. Для сочинських печер це місце є найтовщим відкладенням.
Розкопки проводились і в наступні роки археологами М. З. Панічкіним, Є. А. Векіловим. Останні дослідження проводилися в печері С. А. Кулаковим в 1996 році.
Вхід до печери розташований в 100 метрах над річкою, на висоті 185 метрів над рівнем моря. Печера має східну експозицію, простягається вглиб скелі на 150 метрів, утворюючи спочатку 20-ти метровий коридор, а потім переходить в зали. Висота у залах сягає 10 метрів, ширина 8 метрів. Перед печерою є дві площини, з'єднаних 12-ти метровим коридором. Печера обладнана штучним освітленням, сходами.
Печеру вивчили та описали ґрунтовно. Геологи дослідили склад глини й щебеню, відкладень кам'яної доби. Внаслідок вивчень зростання і товщі шарів щебеню, зроблено висновок про значне похолодання клімату. У сильні морози склепіння печери тріскалось і відвалювалися шматки вапняку. Ботаніки, які вивчали пилок рослин, що збереглися в глині, також підтвердило факт похолодання. У нижніх шарах печери знайдено пилок листяних рослин, а вище — хвойних, морозостійких. Встановлено, що навколо печери ріс тільки темнохвойний ліс, що нагадує сучасний ялицево-смерековий. Вченими-зоологами знайдено більше 6000 кісток різних видів тварин, 92 % яких належали печерному ведмедю. Відомі залишки оленів, зубра, козла, вовка, лисиці та інших тварин. Внаслідок фізичних досліджень деревного вугілля радіовуглецевим способом визначено вік кісткових останків. Встановлено, що перші люди оселилися в Ахштирській печері близько 70 тисяч років тому. Це були неандертальці. Після перерви в 20 тисяч років, близько 30-35 тисячоліть тому, печеру населяли люди сучасного типу — кроманьйонці. Жили люди тут і в пізніші часи. Тривалі проміжки заселення печери пояснюються тим, що печера час від часу ставала непридатною для проживання, зокрема від вогкості. У такі часи це був притулок для печерних ведмедів.
Цінністю знахідок є те, що під час розкопок в печері знайдено величезну кількість готових знарядь — гостроконечників і пластин, а також відходів виробництва, включаючи відщепи, ядрища, відколи. Основною їжею первісних людей було м'ясо печерного ведмедя, кабана і оленя. Дуже багато матеріалів зібрано в Ахштирській печері про діяльність людини в період пізнього мустьє. При розкопках в шарах того часу були знайдені кам'яні знаряддя, в числі яких гостроконечники, рубаючі знаряддя, ядрища, відщепи і ретушери. Крім цього, в печері були знайдені дві плеснові кістки стопи первісної людини.
Серед міфологів побутує думка, що коли Одіссей плив до Колхіди за «Золотим руном», то зустріч його з Циклопом відбулася в районі Сочі, а близькість до моря, відповідний рельєф місцевості, рослинність вказують на те, що це була Ахштирська печера. 1978 року Ахштирській печері присвоєно статус «Унікальний пам'ятник первісної археології та історії», вхід у неї був закритий. У 1996 році печера була перетворена на рекреаційний об'єкт. Нині печера частково відкрита для екскурсантів. Екскурсія її залами займає не більше години. Екскурсанти можуть самостійно оглянути безпечні гроти. У глибині печери зустрічаються сталактити.